# Ben Okri
Ben Okri   (Minna, 15 de març de 1959) és poeta i escriptor, i se’l considera una de les principals veus literàries actuals d'origen africà. Nascut a Nigèria, Okri va viure els seus primers anys a Londres, abans de tornar al seu país natal amb la seva família, on va viure l'esclat de la guerra civil. Tant el conflicte armat com l'imaginari cultural nigerià han marcat la seva obra poètica, narrativa i periodística, que va desenvolupar en mitjans com el BBC World Service. L'any 1991 Okri va esdevenir el guanyador més jove del Man Booker Prize per la seva novel·la El camino hambriento (La otra orilla, 2008), primera de la trilogia que completen Canciones del encantamiento (La otra orilla, 2008) i Riquezas infinitas (El Cobre, 2009). La narrativa d'Okri es caracteritza per un estil que s'ha comparat amb el realisme màgic i en el qual la convulsa realitat sociopolítica nigeriana convergeix amb el món espiritual dels ancestres. Entre la seva obra poètica i assagística destaquen A Way of Being Free (Head of Zeus, 2015), A Time for New Dreams (Ebury, 2011) i An African Elegy (Vintage Books, 1997), on reivindica la necessitat de reforjar la identitat africana. Okri és doctor honoris causa per les universitats de Westminster (1997), Essex (2002) i Exeter (2004), ha estat condecorat amb l'Excel·lentíssim Orde de l'Imperi Britànic i actualment també és vicepresident de la secció anglesa del PEN International.